# Szikszai György

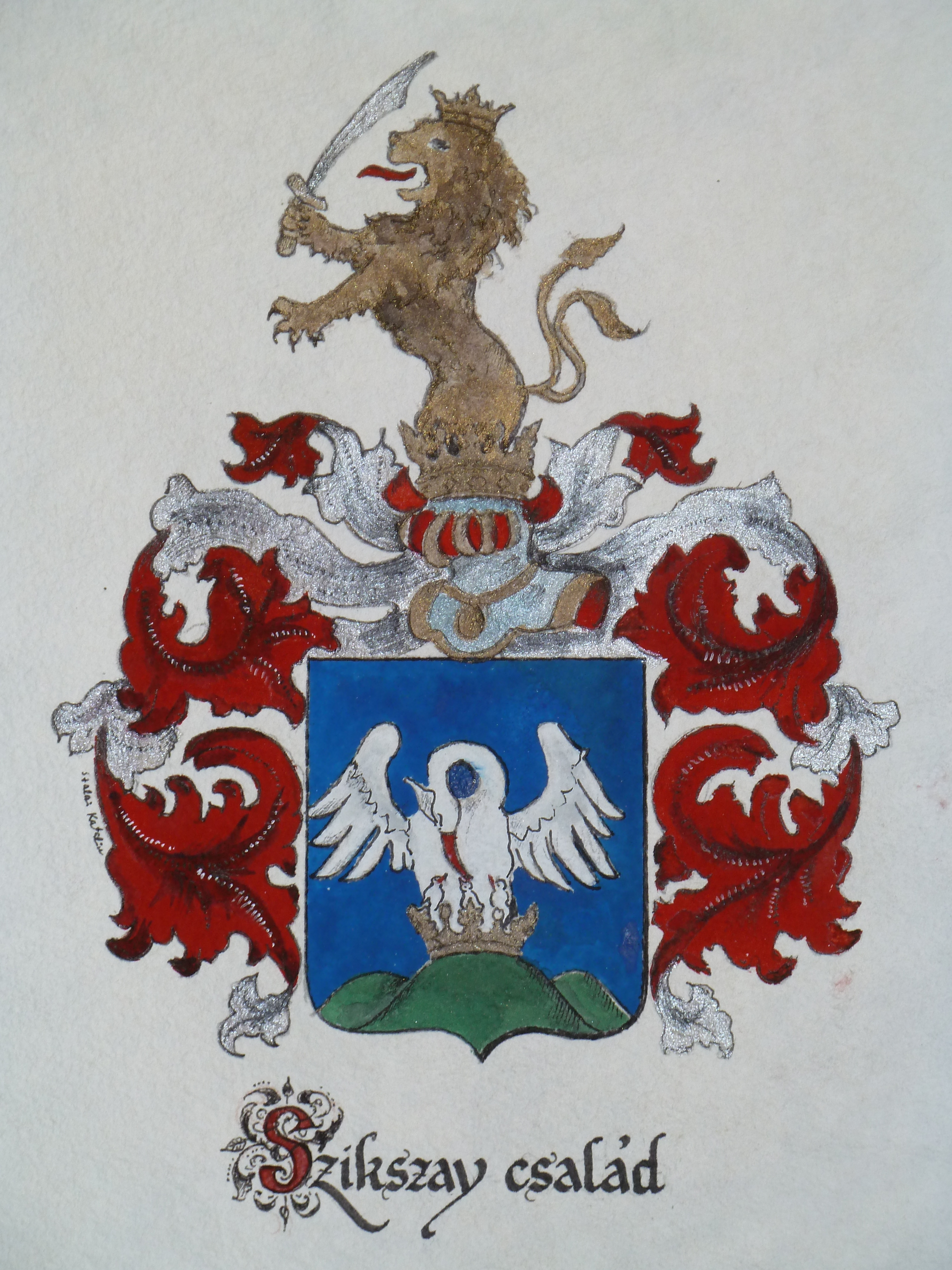
A Szikszói és Debreczeni Szikszay család 1643-as nemesi címere

Szikszai vagy Szikszay György, (Békés, 1738. március 21. – Debrecen, 1803. június 30.) magyar református pap, makói lelkész, debreceni esperes-lelkész, teológiai író, nyelvész, az 1791-es budai zsinat tagja.

## Származása
Édesapja id. Szikszay György (1699–1774) békési lelkész, békés-bánáti esperes, "Békés város első krónikása" (az Utrechti és a Franekeri Egyetem, valamint a londoni Gresham College hallgatója), akinek úttörő tevékenysége volt az anyakönyvezés elindítása Békés mezővárosában – az újjáalakult Békés vármegye akkori legnépesebb településén – 1732-ben, ill. nevéhez fűződik a békési református templom felépíttetése (kibővítésére már csak halála után, 1775-ben kerülhetett sor). Családja 1643. január 19-én nyert nemességet agilis Szikszay István (1618–1697) személyében III. Ferdinánd magyar királytól, melyet ugyanazon év december 2-án hirdettek ki Zemplén mezővárosában (a nemességszerző őseiről nem sokat lehet tudni, egyes források szerint a szülei Szikszay István alsóvadászi lelkész és Kiscsoltói Ragályi László leánya, Ragályi Anna voltak). Édesanyja nemes Kovács-Szűcs Anna (1714–1785), nemes Kovács-Szűcs János ottományi lelkész és Ráczkevi Eötvös Katalin leánya, aki 1732 táján ment feleségül id. Szikszay Györgyhöz.
A Szikszay család két főágra oszlik: az idősebbik, az abonyi-főág Szikszay István (1661–1735) abonyi lelkésztől származik le napjainkig, aki Miskolczy Borbálával kötött házasságot (+1750.). Az utódok Abony, Cegléd, Jászkisér, Nagykőrös városokban telepedtek le, tagjai gazdálkodással foglalkoztak jobbára, vagy iparosok, mesteremberek lettek, de kerültek ki neves személyiségek is közülük. Ilyen például Szikszay István (1849–1903), aki író, költő, publicista, a ceglédi zeneiskola egyik megalapítója és első igazgatója, az Országos Névmagyarosító Társaság tagja, és nem utolsósorban színész volt. Mint vándorszínész bejárta az egész országot. Feleségül vette Könczöl Lujza színésznőt, akinek első férje Prielle Péter – Prielle Kornélia fivére – volt, sógora pedig az a Várady Miklós operaénekes, színész (1848–1941), a Kolozsvári Magyar Színház örökös tagja, akit a korabeli színházi világ egyik legnagyobb alakjaként tartanak számon (ő Könczöl Etel színésznőt választotta házastársul). Ebből a főágból származott még Szikszai Benjamin (1908–1985), író, költő, a Bethánia Szövetség főtitkára, akit a 20. századi Magyarország egyik legnagyobb református evangelizátorának tekintenek, Szikszay Róbert Gyula gépészmérnök (1925–1984), a Műegyetem tanára, valamint leánya, Szikszay Ágnes fotóművész is, aki a Budapesti Városvédő Egyesület egyik alapító tagja.
Míg az ifjabbik, a békési-főág a nemességszerző másik fiától, Szikszay Mihálytól (1667–1708) jön le napjainkig – aki 1694-ben vette feleségül Szelefarmosi Bodó Zsuzsannát, Bodó Zsigmond és Csicseri Csicsery Klára leányát –, és a Dunántúlon telepedett le a 18. század második felében (ebből az ágból származik Szikszay György debreceni esperes is, aki Mihály unokája, a nemességszerző dédunokája volt). Elsőként Szikszay Sámuel (1744–1805) került a Dunántúlra (Szikszay György debreceni esperes öccse, a bécsi Protestáns Teológiai Intézet hallgatója), aki noszlopi majd lepsényi lelkész és peremartoni esperes lett (nevét írta Szikszai Nagy formában is). 1765-ben feleségül vette nemes Tóth Máriát, Tóth István szilasbalhási lelkész, peremartoni esperes és Fülöp Éva leányát. Szikszay Sámuel nevéhez fűződik a lepsényi református templom újjáépíttetése. Gyermekei közül György (1769-1806) (aki Csorjai Papolczy Évát vette feleségül) először a Máramaros vármegyei Felsőbányára került iskolarektornak, onnan a Szatmár vármegyei Koltóra ment, majd visszakerülvén a Dunántúlra magyaratádi, végül kutasi lelkész lett; Mária (1772–1792), majd annak korai halálával Zsófia nevű leánya (1778–1817) is Keck Dániel (1754–1809, Johann Jakob Keck herborni egyetemi professzor, majd a nagyszékelyi németek lelkésze és Augustina Elisabeta Klonkin fia, az Utrechti Egyetem hallgatója) nagyszékelyi lelkész, külső-somogyi esperes felesége lett (Keck Dániel tevékenyen közreműködött a Gyönki Református Gimnázium megalapításában, ill. nevéhez köthető Tolna vármegye legnagyobb református templomának, a nagyszékelyi református új templomnak a felépíttetése) (leszármazottaikat napjainkig lásd: Nobilitas 2010.). Szikszay Zsófia özvegységre jutván, másodjára nemes Dózsa Benjamin losonci ügyvédhez, Nógrád vármegye esküdtjéhez ment feleségül; sógora volt Kenesei Kenessey Dániel (1760-1820) nagyszékelyi jegyző, gyönki uradalmi ispán, aki Keck Dániel húgát, Keck Zsófia Philippinát vette feleségül. Az ő unokájuk Kenessey Albert (1828-1879), magyar kir. vasúti és hajózási főfelügyelő, a magyar hajózási szakirodalom megteremtője, az MTA levelező tagja, akinek Perlaki Perlaky Idától származó fia volt dr. Kenessey Béla (1858-1918) erdélyi református püspök, a magyar Főrendiház tagja. Szikszay Sámuelnek Éva nevű leánya (*1774.) Vincze Mihály darányi lelkész és egyházkerületi ülnök felesége lett.
Szikszay György és Sámuel testvére volt Szikszay Benjamin (1751–1783) gyulai lelkész (a Bázeli és az Utrechti Egyetem hallgatója), aki Szentkirályszabadjai Béllyey Zsuzsannát vette feleségül 1775-ben (Béllyey Péter debreceni lelkész és Váczi Nagy Erzsébet leányát), és e házasság révén sógorságba került Németújfalvi Simonffy Sámuellel, a későbbi híres debreceni főbíróval (Simonffy István kereskedő és Kőrösi Borbély Zsuzsanna fiával), aki Béllyey Erzsébetet választotta házastársul. Gyermekei közül Zsófia nevű leánya (1776-1822) nemes Somogyi Ferenc (+1831.) nádudvari lelkész neje lett; Julianna leánya (1778–1823) Kisbethleni Bethleni Dániel (1766–1834) püspökladányi lelkész, alsó-szabolcsi és hajdúvidéki espereshez ment feleségül, akinek a lelkészi ideje alatt indult újra és fejeződött be a püspökladányi református templom felépítése (Bethleni János gencsi lelkész és Kerek Sára fia, a Jénai Egyetem hallgatója; leszármazottaikat napjainkig lásd: Nobilitas 2008., 2009.) Fiuk, ifj. Bethleni Dániel a püspökladányi eklézsiában lett apja utóda és Szabolcs vármegye tb. táblabírája, felesége pedig az a nemes Könyves Tóth Mária, nemes Könyves Tóth Mihály debreceni esküdt és Tyukodi Tyukody Mária leánya, akinek a fivére volt a nagy hírű debreceni pap, ifj. Könyves Tóth Mihály. Szikszay Benjamin Dániel nevű fia (1779–1833) nem tanult tovább, iparosember, festőmester lett. Szikszay Dániel festőmester fia volt Szikszay Dániel (*1811.) asztalosmester, akinek Twerdon Erzsébettől (Twerdon István nagyváradi kalaposmester leányától) származó fia volt Szikszay Lajos (1857-1917) mácsai jegyző, földbirtokos, aki 1884-ben vette feleségül Kuszka Sámuel túrkevei földbirtokos, festőmesternek Csontos Esztertől született leányát, Kuszka Zsuzsannát (Kuszka Sámuel földbirtokos amellett, hogy az apósa lett Szikszay Lajosnak, elsőfokú unokatestvére is volt egyben, mivel id. Kuszka Sámuel festőmesternek és Szikszay Zsuzsannának (1806-1881) – Szikszay Dániel (*1811.) asztalosmester nővérének – volt a fia).
Szikszay György leánytestvéreiről keveset lehet tudni, apja, id. Szikszay György ugyanis meglehetősen nagyvonalúan kezelte a saját családjára vonatkozó anyakönyvi bejegyzéseket. Anna nevű testvére először ifj. nemes Vetseri Mihály szentesi főbíró (1720–1782, id. Vetseri Mihály szintén szentesi főbíró fia; húgát, nemes Vetseri Katát nemes Tegzes János halasi földbirtokos – Kiséri Péter István kiskunhalasi főbíró, földbirtokos és felesége, nemes Tegzes Katalin unokaöccse – vette feleségül 1741-ben), majd annak halála után Illyefalvi Barók András volt öcsödi jegyző felesége lett; Mária nevű húga pedig Zsarolyáni Márton Sándor gyulavári lelkészhez (Márton József birtokos és Horváth Erzsébet fia, +1794.) ment feleségül.

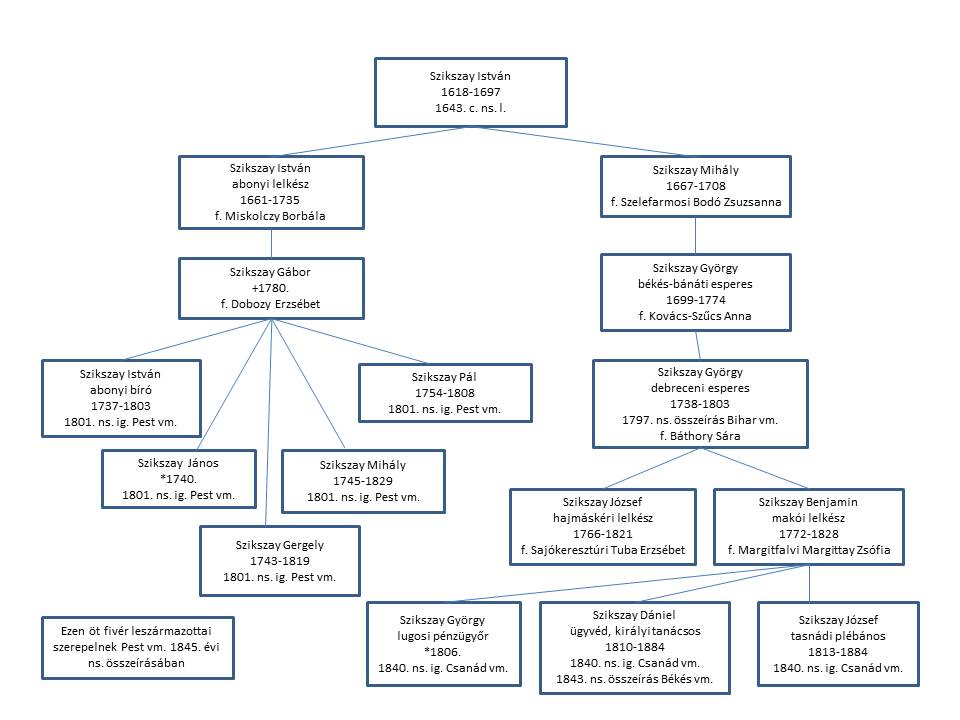
A Szikszay-család nemesség igazolásai és nemesi összeírásai

 A család az évszázadok folyamán elszármazott Pest-Pilis-Solt-Kiskun, Békés, Csanád, Bihar, Hajdú, Veszprém, Krassó-Szörény és Zala vármegyékbe. A család nemességét 1801-ben Pest, 1840-ben Csanád vármegyében igazolták; 1797-ben Bihar, 1843-ban Békés, 1845-ben pedig Pest vármegyében vétettek fel a nemesi lajstromba.

## Élete
Szikszay György volt, ki családja nevét a legmagasabbra emelte. Békés városában született 1738. március 21-én. Alapfokú iskoláit szülővárosában és Hódmezővásárhelyen – a Debreceni Kollégium partikuláiban – végezte, ahol már a magasabb tudományokkal is megismertették a növendékeket: tanultak logikát, retorikát, sőt filozófiát, görögöt és hébert is. Azonban a hódmezővásárhelyi iskola ekkoriban már hanyatlásnak indult, ami a szülőket arra késztette, hogy még az iskola befejezése előtt Debrecenbe vigyék át, mert 1753. május 2-án úgy iratkozott be a Debreceni Református Kollégium tanítói illetve papi pályára készülő ún. tógátus diákjai közé, mint már azelőtt is debreceni tanuló.
A híres Debreceni Kollégiumban olyan neves professzorok oktattak, mint Hatvani István, az elméleti és gyakorlati bölcsészet, Piskárkosi Szilágyi Sámuel, a teológia és az etika, Szathmári Paksi István, a földrajz, a história és a latin-görög nyelv tanára, (majd Szilágyi püspökké választásával ő lett a teológia előadója), vagy Sinai Miklós, aki 1760-tól került Paksi helyére. Mellettük még Varjas Jánosnak, a héber nyelv tanárának előadásait látogatta az ifjú Szikszay György teológus korában. Diákévei bővelkednek fordulatokban: 1753. június 23-tól 1761. február 28-ig a "sedes scholastica" (a fegyelmi ügyekben eljáró iskolai törvényszék) összesen 71-szer bünteti meg különféle vétségek miatt. Igen gyakran a magyar beszédért, a könyörgés, a templomi istentisztelet, a tanórák elmulasztásáért, nemegyszer azért, mert reggel hat órakor még ágyban találták, dohányzásért, posztókalap viseléséért, hazugságért, nagyobb deák korában pedig lakótársával való összeütközésért. Lassanként azonban elmaradtak a büntetések, sőt 1761. szeptember 19-én a gimnáziumi hetedik osztály tanítója lett, majd 1762-ben könyvtárosnak is megválasztották.
Befejezvén a kollégiumi tanulmányait, a szokásoknak megfelelően felkerekedett, hogy külföldi akadémiákon tegye teljessé teológiai képzését. A külföldi utazás ebben az időszakban nem volt egyszerű, mivel a Mária Terézia-kori kormányzat igyekezett gátolni a protestánsok külhoni iskolalátogatását. 1748-tól csak nemeseket és olyanokat engedtek külföldre, akik igazolták, hogy elegendő pénz áll rendelkezésükre az úthoz. Az első akadályt könnyen elhárította, és a másodikkal sem volt gond, hiszen a békési eklézsia jól jövedelmezett, s apjától kapott pénzét a Kollégium öt körmöci arannyal egészítette ki kiváló közszolgálati munkájáért. 1762 kora őszén indult el Bécsbe megszerezni az útlevelet, majd a tél folyamán megérkezett Svájcba és 1763. február 19-én beiratkozott a Bázeli Egyetemre (az esemény érdekessége, hogy későbbi nászurával, József nevű fiának apósával, Sajókeresztúri Tuba Istvánnal egy napon iratkoztak be ugyanarra az egyetemre, feltehetően együtt is utaztak ki Svájcba). Azonban nem sokat időzött el itt, mert már ugyanezen év október 28-án apja egykori akadémiájának, a hollandiai Utrechti Egyetemnek a hallgatói sorában találjuk, ahol mintegy másfél évet töltött el, meglátogatva több más holland egyetemet és az ország nevezetesebb városait is.
Miután hazajött, 1765. március 17-én az éppen rendes lelkész nélkül lévő makói eklézsia hívta meg lelkipásztorául, ahol április 5-én hivatalba is lépett. A lelkipásztori állás elfoglalása után azonnal hozzáfogott – hasonlóan apjához – az eklézsia rendbetételéhez, fejlesztéséhez. Kezdte azzal, hogy rögtön kérvényt adott be a régi, sárral tapasztott templom helyett felépítendő új templom engedélyezésére a vármegyéhez. Végre 1772-re a Helytartótanács megadta az engedélyt és 1774-ben már használatba is vehették (bár a vármegye megtiltotta, hogy az engedélyezettnél nagyobbat építsenek, amit a gyülekezet – látva, hogy nem lesz elég nagy befogadóképességű – újfent kérvényezett). 

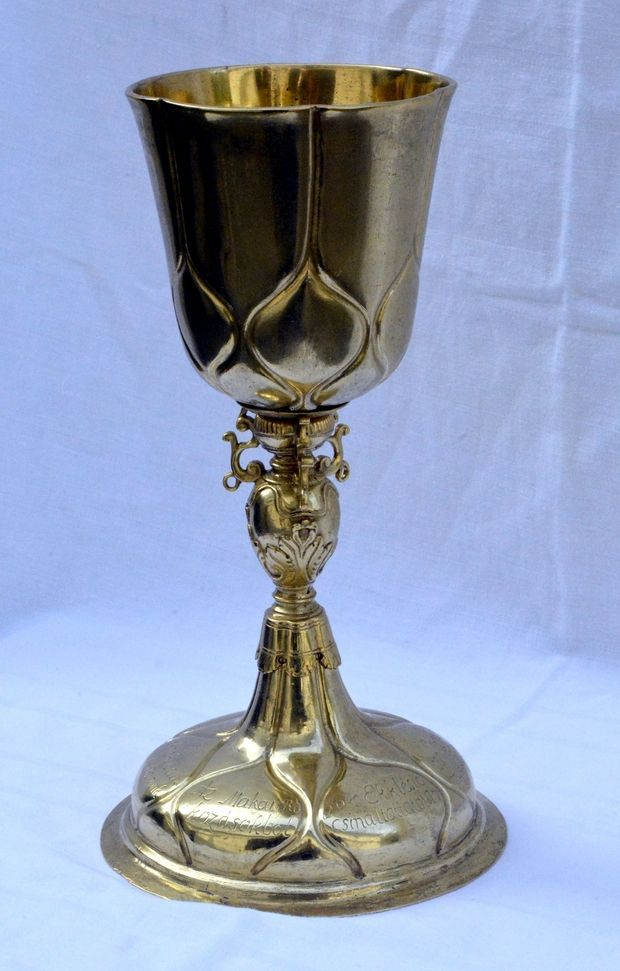
Szikszai kehely 1774-ből

A templom építése mellett a felszereléséről is gondoskodni kellett. Sorra kerültek a templomba a makói polgárok adakozásából a különböző kelyhek, ónkannák, végül a keresztelőmedence és kanna vörösrézből, arannyal futtatva – mindez jól mutatja, hogy Szikszay György mennyire fel tudta ébreszteni a gyülekezetben az áldozatkészséget. 

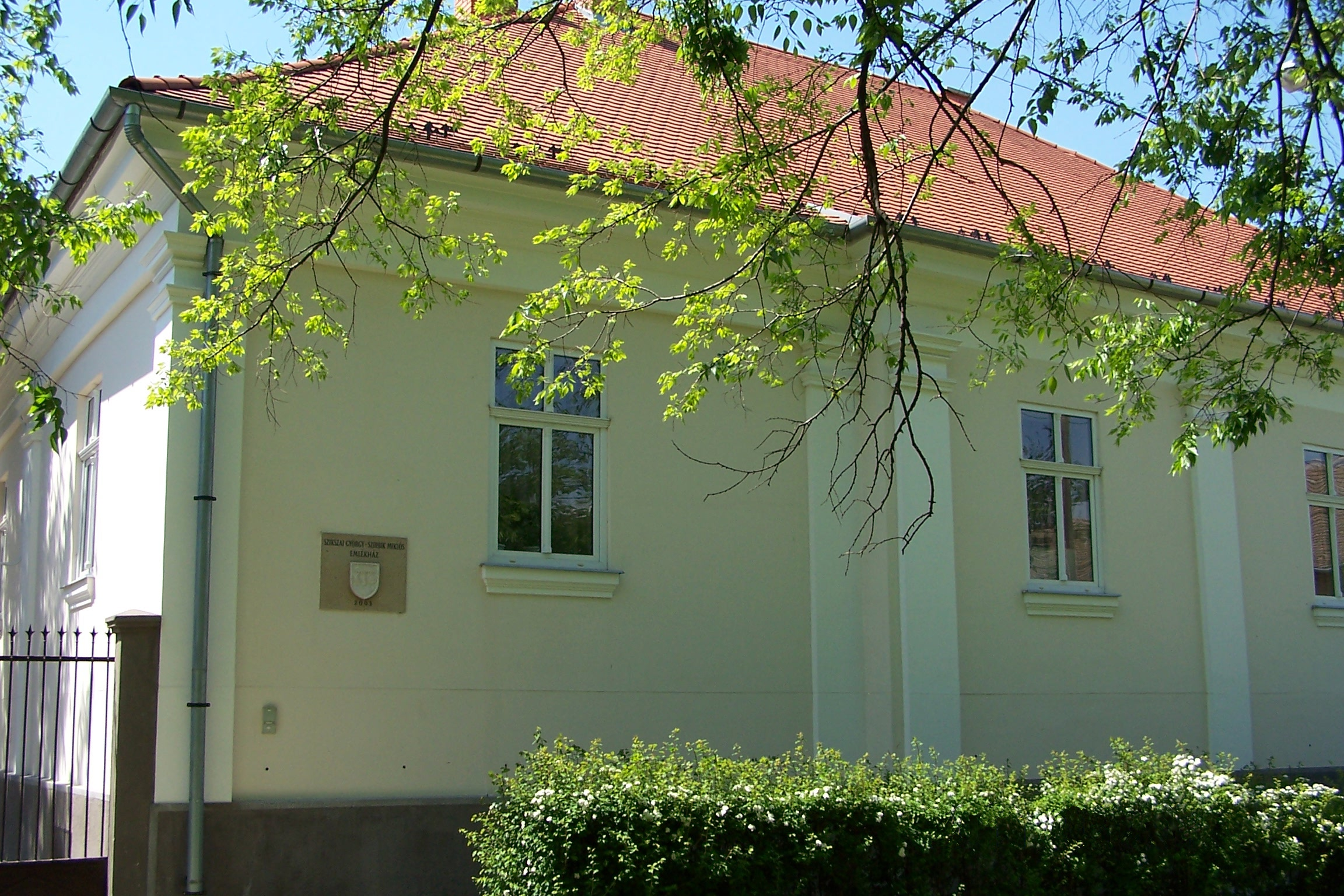
Szikszai György – Szirbik Miklós Emlékház Makón

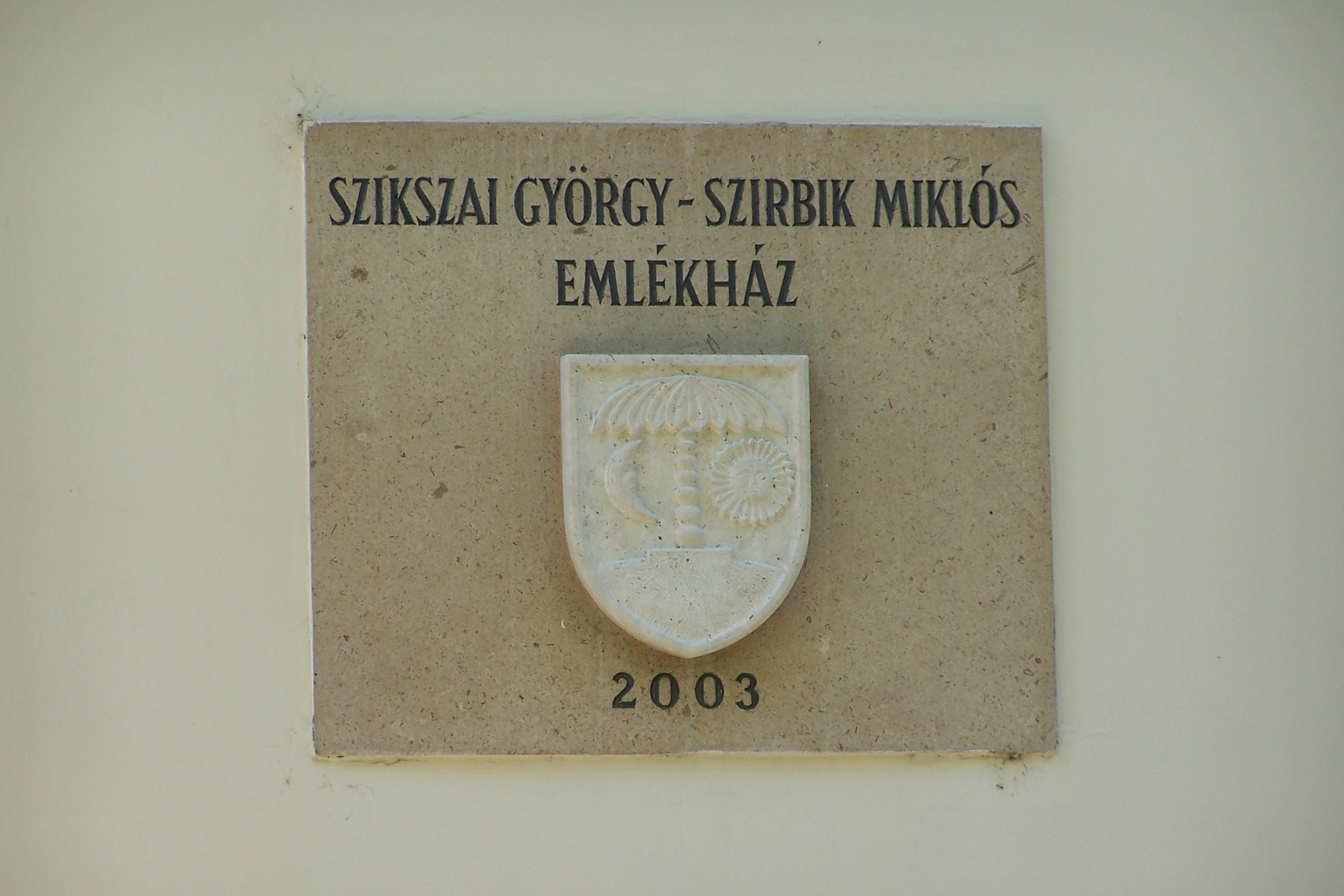
Az emléktábla az egykori parókia falán

A templom mellett szívén viselte az iskola működését is. Az ő idejére esik a második tanítói állás megszervezése, és az első leánytanítói állás létrehozása. A makói egyházban ő kezdte meg az addig csak a megkereszteltek anyakönyvezése mellett a házasultak és a megholtak anyakönyvezését is (akárcsak nászura, Sajókeresztúri Tuba István Szentkirályszabadján). Reformtörekvései között legfontosabb lépése volt a presbitérium felállítása, mely testülettel és szerepével valószínűleg bázeli tartózkodása idején ismerkedett meg. Ebbe a lelkész és az elöljáróság református tagjai mellett Makón nyolc egyént választottak a gyülekezetből, akik aztán az eklézsiában hivatva voltak a rend felett őrködni. Rendet akart teremteni, ami azonban nem ment súrlódások nélkül, annál is inkább, mivel alighanem örökölte atyja lobbanékony természetét.
1769-ben a csanádi alispán a vármegyei gyűlésen megbotránkozva emlékezett meg a makói reformátusok részéről a katolikusokat ért támadásról, és Szikszay György megidézését határozta el a gyűlés. Azonban az ügynek nem lett folytatása: Engl püspökkel, akárcsak az apja, ő is barátságos viszonyban volt, úgyszintén utódjával, Kristovich püspökkel (akitől 1781-ben két telek földet is kapott ajándékba a makói református egyház) – az úriszék később is mindig támogatta. Ám az eklézsia elöljáróival sokszor meggyűlt a baja, egyszer például Makó bíráját deresre húzatta. 1775-ben a kántor elmozdítása miatt tört ki viszály közte és az elégedetlenkedők között. A református egyház vezetői mindenképpen békességet akartak teremteni a lelkész és parókiája között és megegyezésre bírták Szikszay Györgyöt. Maradt ugyan, ám reformjait fel kellett adnia: feloszlatták a presbitériumot, elbocsátották a leányok tanítóját. Még 1775-ben újból vihar dúlt a makói eklézsiában, melyet Szilágyi Sámuel püspök és Szőnyi Benjámin esperes csak oly feltétellel tudott lecsendesíteni, ha még abban az évben más helyre megy lelkésznek. És mégis egészen 1783-ig megmaradt a makói gyülekezet élén. Sőt, még 1783-as távozása után (amikor is nem hajlandó elfogadni az 1781-es díjlevélben szereplő 400 forint felére csökkentését, inkább lemond hivataláról) sem költözött el a városból, csak saját házába ment át lakni a parókiáról. Mindezen bonyodalmak mellett azonban tekintélye nem csökkent, a Békés-Bánáti Egyházmegye egyik tanácsbírói tisztjét is betöltötte. 1786-ig – a debreceni ispotályi lelkészi állás elnyeréséig – maradt Makón, és ez időszak alatt írta meg fő művét, a Keresztyéni Tanítások és Imádságok című könyvét, mint "magánosságban munkálkodó prédikátor".
E népszerű könyv 1786-ban jelent meg először Pozsonyban. Az első kiadás óta eltelt több mint kétszáz év alatt oly jelentős hatást ért el, hogy szállóige is született róla: "Minden papnak van egy kitűnő káplánja, az öreg Szikszai". Az idők folyamán az egyszerű nép körében különféle babonák kötődtek hozzá. Népszerűségét mutatja, hogy Jókainak: Szeretve mind a vérpadig című regényében szintén szerepel ezen imádságoskönyv, ám a Rákóczi szabadságharc ideje alatt – ami ugye nem lehetséges, tekintve, hogy csak jó 70-80 évvel később íródott (érdekesség még ebben, hogy későbbi menyének, Sajókeresztúri Tuba Erzsébetnek Jókai Mór távoli – hatodfokú – unokatestvére volt, csakúgy, mint Konkoly Thege Miklós); ill. Csokonai Vitéz Mihály múzsájának, Lillának (Vajda Julianna) szekrényében, mikor azt halála után felnyitották, három könyvet találtak: egy Csokonai verseskötetet, egy Csokonai életéről szóló könyvet és Szikszay György imádságos könyvét (ami még érdekes, hogy Szikszay Györgynek György nevű fia, aki hajdúbagosi lelkész lett, baráti kapcsolatot ápolt Csokonaival).
Visszatérve pályafutásához: 1786 karácsonya táján családjával együtt Debrecenbe költözött és elfoglalta az ispotályi lelkészi állást. Ispotályi lelkészsége idejére esett az 1791-es kettős püspökválasztás, mely az egyházkerületnek papi illetve úri pártra szakadása következtében történhetett meg. Szikszay Györgyöt az utóbbi szavazótáborában találjuk Hunyadi Ferenc püspökségét támogatandó, szemben Sinai Miklós megválasztásával. Valószínűleg debreceni ispotályi lelkészi állását is az egyház világi elöljáróinak köszönhette, s Hunyadihoz barátság is fűzte – ez lehetett a magyarázata pártválasztásának. 1791-ben még egy fontos esemény történt. II. Lipót engedélyt adott országos zsinat összehívására, ahová a Tiszántúli Református Egyházkerületből az egyházmegyék képviselőin kívül Rhédey Ferenc, valamint Vay István és Domokos Lajos világiak mellett Hunyadi Ferenc püspökkel és Héczey Dániel jegyzővel együtt Szikszay Györgyöt is megválasztották képviselőül. A zsinat megtartására Budán került sor, melynek végén a kánonok aláíróinak nevei között az övét is megtaláljuk. Részt vett még a Sinai Miklós elleni vizsgálatot lefolytató bizottságban, illetve tagja volt – már belvárosi lelkészként – az egyházmegye konzisztoriális gyűléseinek is, melynek ügyei közül legnevezetesebb a Csokonai Vitéz Mihály ellen 1794-ben lefolytatott per volt. 

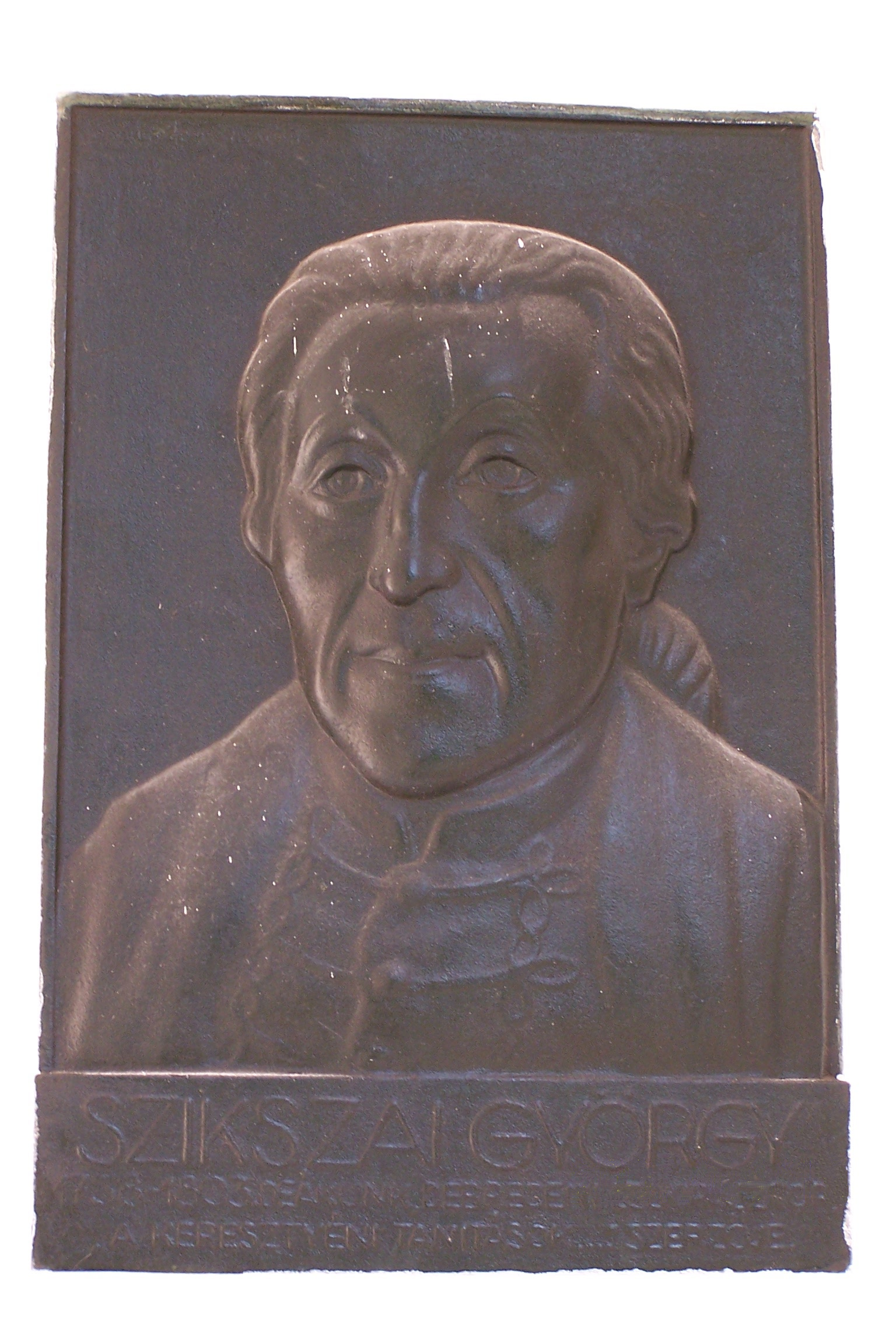
Szikszai György debreceni esperes domborműve a Kollégium árkádsorán

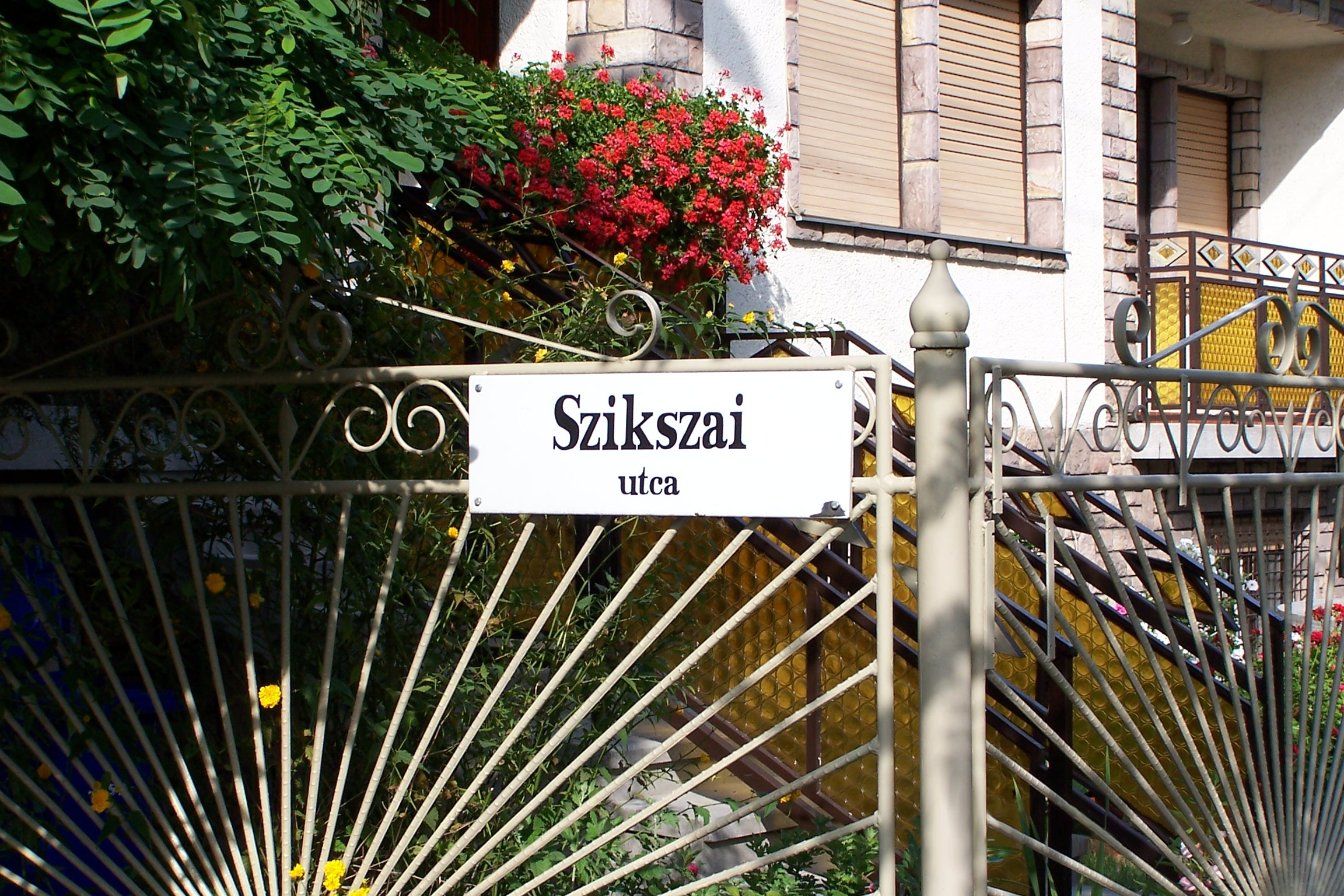
A Szikszai utca Debrecenben

1792 tavaszán az idős Béllyey Péter helyett választották meg belvárosi lelkésznek (aki egyébként sógornőjének volt az apja), rá két évre pedig Debreceni Református Egyházmegye tanácsbírája, majd 1795. november 10-én esperese lett. Szikszay György esperessége jelentős változásokat hozott az egyházmegye életében. Az egyházmegyei gyűléseken ezentúl a világi vezető emberek is részt vettek. Minden esztendőben tartott kanonika vizitációt, évenként két részletben, egy-egy tanácsbíró kíséretében. Odaadó gondossággal és hozzáértéssel vezette egyházmegyéjét, nagy gondot fordítva annak pénzügyeire is. Emellett korának egyik legkitűnőbb egyházi szónoka volt, ki a kortársaira – de az utókorra is – a legnagyobb hatást gyakorolta a korszak szerzői közül. Tagja volt ezen kívül a sokat vitatott Debreceni Magyar Grammatika szerkesztőtáborának is, mely mű 1795-ben látott napvilágot Bécsben, s melynek helye a XVIII–XIX. századi magyar nyelvművelő mozgalomban máig nincs tisztázva, főként Kazinczy Ferenc elítélő állásfoglalása következtében (aki egyébként György nevű fiával baráti viszonyban volt). A Grammatika 11. fejezetét a szavak formálásáról Szikszay György írta (a kéziratot a Debreceni Református Kollégium Levéltára őrzi). Szikszay György – a magyar anyanyelvén kívül – birtokában volt a latin, ógörög és héber nyelveknek, valamint tudott németül, franciául, angolul és szlovákul is.
Szikszay György mozgalmas életének 66. évében, 1803. június 30-án hunyt el Debrecenben. Sírfeliratát maga írta, melyet fia, József hajmáskéri lelkész adott ki 1803-ban Pesten apja búcsúzó szavaival, Ormos András szoboszlai, illetve Kotsi Sebestyén István hajdúböszörményi lelkészek fölötte mondott halotti prédikációival és Obernyik József poéták tanítója által festett halotti címerével együtt. Az epitáphium így szól: "Ide tétetett az el-rothadásra SZIKSZAI GYÖRGYNEK hólt teste, mellyet Az Istenben való reménységgel A 'Jésus Kristusbann való hittel Hatvanhat esztendeig hordozott e' földön mellyben Elegett fáradott Elegett szenyvedett Elegett kesergett Elég jót is vett És a' mellyben egynehány esztendeig, A' DEBRECZENI REFORMÁTA EKKLÉSIÁNAK Ez egyházi Szent hivatalban nagy Kedvel szolgált Ő maga pedig El-költözött innét Abba a' valóságos életbe, a' melly Fő czélja vólt lételének Fő igyekezete életének Fő édesitője halálának, és a' mellyet Az Isteni irgalmasság meg-igért, A' Jésus Kristus halála meg-szerzett, és bizonyossá tett MINDEN HÍVŐ BÜNÖSÖKNEK."
Nagysága előtt tisztelegve az utókor, 1883-ban első lelkészi hivatalának helyén, Makón neveztek el utcát róla, majd az 1920-as években Debrecenben is. A Debreceni Kollégium árkádsorán – ahol a kollégium egykori nagyjainak bronzképmásai láthatók – ott található Szikszay György domborműve is. Halálának 190. évfordulója alkalmából Makón, 1993-ban, a belvárosi református templomban Tóth Ferenc nyugalmazott múzeumigazgató leplezte le emléktábláját, majd tíz évvel később, halálának 200. évfordulója alkalmából Buzás Péter makói polgármester és Szikszay György egyik kései leszármazottja, Szikszay Csaba avatta fel a makói Szikszai György–Szirbik Miklós Emlékház névadó tábláját, mely kiállítóhely Makó város református közösségének helytörténeti értékeit kívánja bemutatni. 2000-ben a Makó Újvárosi Református Egyházközség általános iskolája Szikszai György nevét vette fel, majd megalakult a Szikszai György Református Óvoda is. 2015. november 29-én a belvárosi Szikszai György-Szirbik Miklós Emlékház udvarán avatták fel ünnepélyes keretek között Szikszai György márvány mellszobrát, Nadobán László alkotását.

## Családja

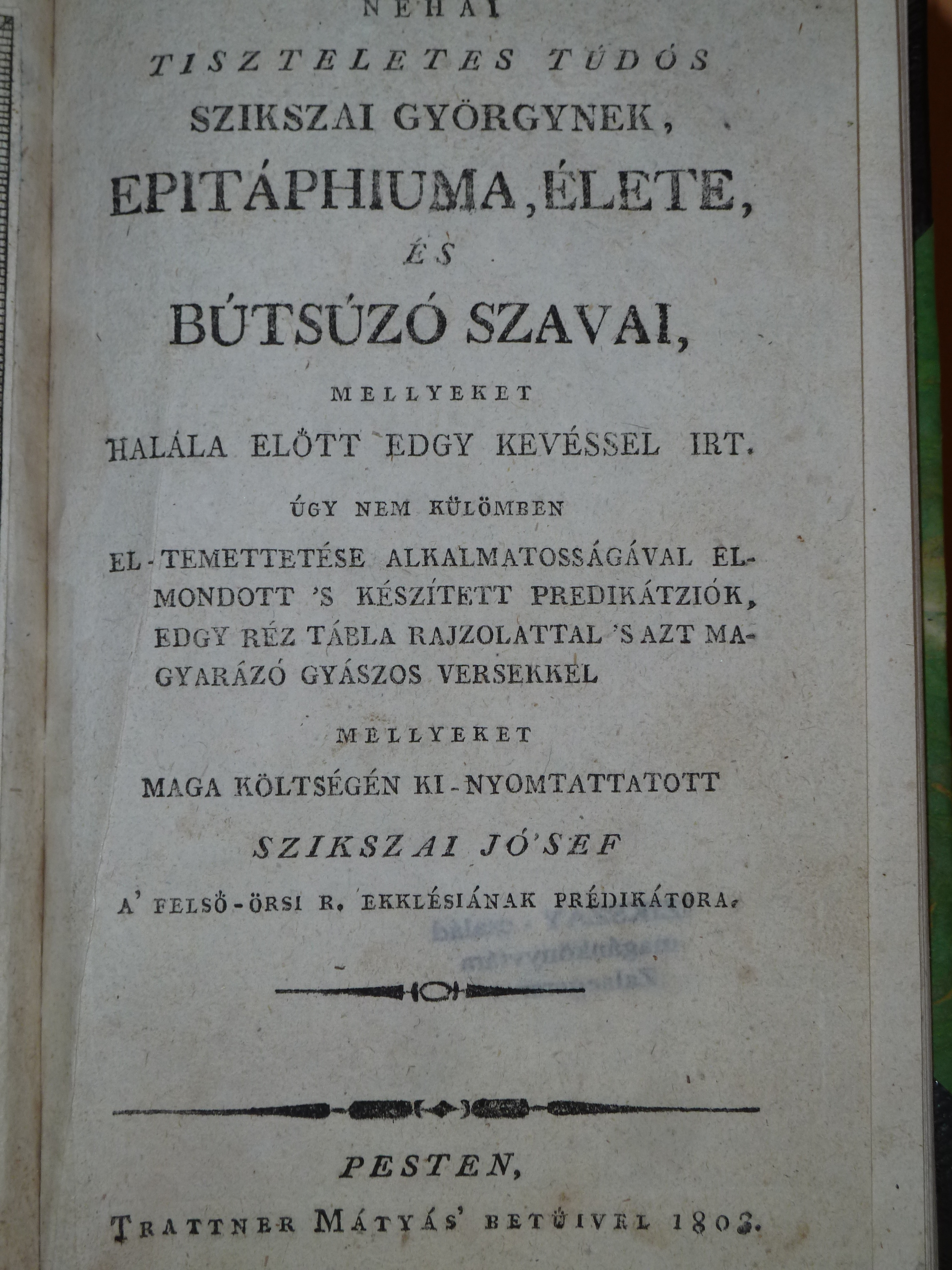
Szikszai György Epitáphiuma. Pest, 1803.

1765 novemberében megnősült, elvette feleségül Báthory Mihály hódmezővásárhelyi seborvos-borbély és Szalontai Kenéz Anna "Vásárhelyi elő-kelő lakosoknak tisztességesen nevelt" leányát, Báthory Sárát, akitől 11 gyermeke született. 
 A felnőttkort megért gyermekek közül első Szikszay József (1766–1821) (a bécsi Protestáns Teológiai Intézet hallgatója), aki a Veszprém vármegyei Szentkirályszabadjára nősült 1790-ben: Sajókeresztúri ifj. Tuba István szentgáli lelkész (id. Tuba István, aki 1732-1735 között volt a Pápai Református Kollégium rektora, majd lett szentkirályszabadjai lelkész és veszprémi esperes – a franekeri és a brémai egyetem hallgatója, akinek az idejére esett a szentkirályszabadjai református templom felépíttetése – és Györgyfalvi Csépán Julianna fia, akinek az unokaöccse volt Csépán István ügyvéd, költő, Somogy vármegye főügyésze, több vármegye táblabírája) és Szentgyörgyvölgyi Szép Erzsébet leányát, Sajókeresztúri Tuba Erzsébetet (1774–1810) vette feleségül. Felesége leányági leszármazottja volt Szentgyörgyvölgyi Szép-vonalon az ősnemes Konkoly Thege-családnak, és rajta keresztül a szintén ősnemes, Fejér megyei Bicskey (később Nyitraszerdahelyi Zerdahelyi) -, illetve a középkori Magyarország egyik legnagyobb arisztokrata familiájának, a Rozgonyi családnak, valamint az Árpád-kori Zala vármegye legnagyobb főúri nemzetségét megalapító Hahold/Hoholt comes-nek, aki a 743-ban a Lex Baiuvariorumban említett bajor ősnemes Huosi-családból származott, majd – III. István magyar király oldalán harcolva 1163-ban saját serege élén – lett őse a Hahót-Buzád nemzetségnek (lásd: Tóth Endre: Hoholt – Hahót c. tanulmánya a Századok 2003/2. számában). 
Mohai, gyulafirátóti, felsőörsi, tihanyi, monoszlói majd hajmáskéri lelkész lett, egyházkerületi tanácsbíró volt. 1803-ban kiadta atyja Epitáphiumát. Szép könyvtárát a pápai, a komáromi és a losonci iskolák közt osztotta szét; a Pápai Református Kollégiumnak 167 darab könyvet adományozott, köztük ritkaságokat is (pl. az 1571-es kiadású Dániel-kommentárt, vagy a genfi kiadású Zsoltár-kommentárt 1578-ból). Gyermekei közül Eszter nevű leánya (1794–1845) nemes Búzás Pál veszprémi ifjúhoz ment feleségül 1812-ben; József nevű fiától (1800–1845) pedig a ma élő zalai-ág származik le. Fia nem folytatta elődei pályáját: miután feleségül vette Révkomáromi Bereczky Juliannát, Bereczky István szentkirályszabadjai lelkész (a Jénai Egyetem hallgatója) és Bajnóczy Julianna leányát 1822-ben, Veszprém vármegyei birtokán gazdálkodott. Ezen Józsefnek Sándor nevű fiától származó Sándor unokájától (aki kereskedő és vendéglős lett) jön le ága napjainkig (leszármazottait lásd: Nobilitas 2007.) (Szikszay József földbirtokosnak elsőfokú unokatestvérei voltak Sajókeresztúri Tuba Erzsébet (1812–1882), Tuba Gábor pesti ügyvéd, bakonyherendi földbirtokos és nemes Pámer Rozália leánya, valamint Sajókeresztúri Tuba Klára (*1804.) és Tuba Erzsébet (1817-1859), Tuba Dániel kádártai lelkész, szintén bakonyherendi földbirtokos és nemes Bodor Erzsébet leányai. Az idősebb Tuba Erzsébet Meisseni Mutschenbacher Alajos (1812–1868) pesti fiúnevelő intézet tulajdonoshoz, a Magyar Királyi Tudományegyetem francia nyelv és irodalom tanárához ment feleségül. Fiuk, Mutschenbacher Viktor jogakadémiai igazgató, akinek Csukátosi Gergely Júliától származó fia, Mutschenbacher Edvin pécsi törvényszéki tanácselnök Zsolnai Zsolnay Margitot, Zsolnay Imre pécsi bútorkereskedő és Stirling Mária leányát, Zsolnay Vilmos porcelángyáros unokahúgát vette feleségül. Tuba Dániel leányai közül Tuba Klára nemes Pintér Mihály felesége lett: leányuknak, Pintér Klárának nemes Antal Pétertől született fia volt Dr. Antal Gábor (1843-1914), komáromi lelkész, teológus, a Dunántúli Református Egyházkerület püspöke, a magyar Főrendiház tagja; Tuba Erzsébet pedig nemes Klára Sándor pápai földbirtokoshoz ment feleségül, akiknek a Hosszú (most Jókai) utcai házában vett ki Jókai Mórnak szobát a bátyja Pápán 1841-1842-ben – itt ismerkedett meg Jókai Petőfi Sándorral.)
Második fia Szikszay Pál (*1767.), aki katona volt a Sztáray-ezredben.
Harmadik fia Szikszay Benjamin (1772–1828) kabai majd makói lelkész, egyházkerületi ülnök, író (a Wittenbergi Egyetem hallgatója), aki Margitfalvi Margittay Zsófiát (1781-1849), Margittay György debreceni szenátor és Baráth Anna leányát vette feleségül 1799-ben. Házassága révén sógorságba került Tóthi Poroszlay Frigyes debreceni főbíróval (Poroszlay Sámuel táblabíró és báró Bassé Viktória fiával), Debrecen szab. kir. város első polgármesterével, aki Margittay Klárát vette feleségül. Atyja halála után a sajátjai mellett szerkesztette és kiadta annak kiadatlan munkáit is. Benjamin leányai közül Zsófia nevű leánya (1800–1886) Váradi Tóth Ferenc (1790–1869) hódmezővásárhelyi lelkész, békés-bánáti esperes, Csongrád vm. tb. táblabírája felesége lett 1818-ban (leszármazottaikat napjainkig lásd: Nobilitas 2008.); Klára nevű leánya (*1808.) először egy révkomáromi születésű, gazdag makói kereskedő, Sabjáki Posgay János (1773–1838) felesége lett 1828-ban, majd annak halálával ifj. Bajczai Beliczey Antal (1817-1869) Csanád vármegye alügyésze és esküdtje, Csongrád vármegye táblabírájához, később tótkomlósi postamesterhez ment nőül 1842-ben (id. Beliczey Antal tótkomlósi postamester és Strianek Erzsébet fia; halála után felesége, Szikszay Klára, majd fiuk, Beliczey Albert is viselte a tótkomlósi postamesteri tisztséget), akinek elsőfokú unokatestvére volt Beliczey István, Békés vármegye főispánja. Fiai közül Benjamin (*1803. k.) katona volt, aki a katonáskodás után nagyszülei városában, Debrecenben telepedett le és alapított családot: 1841-ben feleségül vette nemes Némethy György kereskedő és nemes Fodor Julianna leányát, Némethy Juliannát. Az ő fiuk volt Szikszay Ferenc (1843–1921) cukrászmester, aki Budapestre került, ahol 1869-ben feleségül vette a pesti Schleintz Emíliát (Sch. Flórián késkészítő mester, vendéglős és Müller Teréz leányát), és megalapította a híres éttermét. Sajnos mindkét fia önkezével vetett véget életének: ifj. Szikszay Ferenc (1870–1908), m. kir. huszártiszt, József főherceg szárnysegédje, aki festőművész lett, s többnyire Franciaországban alkotott, Orsay-ban lett öngyilkos; míg Szikszay Elemér (1871–1903), aki agrármérnök, m. kir. állattenyésztési felügyelő volt, az olaszországi Velencében hunyt el. Szikszay Ferenc festőművésznek – aki barátai között tudhatta Rippl-Rónai József és Kunffy Lajos festőművészeket – Dunaszekcsői és rácz-görcsönyi Jagasich Ilonától (Jagasich Kálmán m. kir. kataszteri igazgató és Gaár Johanna leányától) Párizsban született két fia, Szikszay Elemér és Dezső, akik mindketten kivándoroltak az Amerikai Egyesült Államokba 1921-ben ill. 1923-ban. Ifj. Szikszay Elemér (1897-1969) szállítmányozási vállalkozóként, a II. világháború alatt diplomataként dolgozott, majd a Columbia Egyetem nyelvész professzora volt, de festőművészként is tevékenykedett (felvette a Dorsay családnevet, és Elmer Dorsay néven szignózta a képeit). Chrzanovszky Máriától New Yorkban született egy fia, Ferenc (1924-2003) festőművész, aki a II. világháború alatt a csendes-óceáni hadszíntéren tengerészgyalogosként szolgált és Frank S. Dorsay néven a Columbia Egyetem és Miami Egyetem festőművész-tanára volt, majd 1960-1989-ig a Genfi Nemzetközi Iskola Művészeti Tanszékét vezette (Svájcban és Franciaországban alkotott jobbára), valamint egy leánya, Jeanette (1930-2023), aki tanárnő lett. Szikszay Dezső (1903-1957) szintén szállítmányozási vállalkozó volt, a miami vízimentősök kapitánya, bányász, és több expedíciót is vezetett Ecuadorba az inka aranykincsek felkutatására (ő a Dick D'Orsay nevet vette fel). A budapesti étterem tulajdonos leányai közül Szikszay Emília (1872–1940) Magyarosi Tőkés Gyula (1851–1929) m. kir kormányfőtanácsos, árvaszéki elnök felesége lett (aki kora egyik legünnepeltebb színésznőjének, Tőkés Emíliának volt a fia); Szikszay Ilona (*1873) Mladovits János postamesterhez, míg Szikszay Margit (*1874) Polló István segédtanfelügyelőhöz ment feleségül. Szikszay Benjamin makói lelkész György (*1806.) nevű fia szintén katona lett (1848/49-es honvéd volt), majd a Krassó-Szörény vármegyei Lugosra került mint pénzügyőr; Dániel nevű fia (1810–1884) emelte ismét a család nevét, aki a Földeáki Návay-család ügyvédje, uradalmi ügyész, Békés és Csanád vármegyék táblabírája, majd nagyváradi törvényszéki bíró, királyi tanácsos, a Ferenc József-rend lovagja, alapítványtevő, és nem utolsósorban költő volt (Nagyváradon megvette ifjúkori barátjának, Szigligeti Edének a szülőházát, melynek falára 1878. március 8-án Szikszay Dániel által írt verses emléktáblát helyeztek el); József (1813–1884) nevű fia rekatolizált, előbb gyulai, majd szilágysomlyói káplán, végül tasnádi plébános lett, nyugdíjas éveiben szintén Nagyváradon élt.
Negyedik fia a fiatalon elhunyt Szikszay György (1778–1806) hajdúbagosi lelkész, Kazinczy Ferenc és Csokonai Vitéz Mihály barátja, aki a debreceni Kapitány János leányát, Kapitány Erzsébetet választotta házastársul.
Ötödik fia Szikszay Dániel (1786–1809), aki szintén fiatalon hunyt el, mint a Debreceni Kollégium diákja.
Leányai közül Szikszay Sára (*1769.) Peéri Szaklányi Zsigmondnak (1755-1807) (Szaklányi Mihály és Vecsei és Böröllőizsákfai Vecsey Éva fia – aki Vecsey Jánosnak, a Tiszántúli Református Egyházkerület püspökének és Eszenyi Eszenyi Zsuzsannának a leánya – , a Lipcsei és a Göttingeni Egyetem hallgatója) nagyváradi majd mezőtelegdi lelkész, bihari esperesnek lett a felesége 1789-ben; míg Eszter nevű leánya 1801-ben hunyt el Debrecenben, 28 éves korában.
Felesége, Báthory Sára 1821-ben hunyt el Debrecenben, 73 évesen.

## Művei

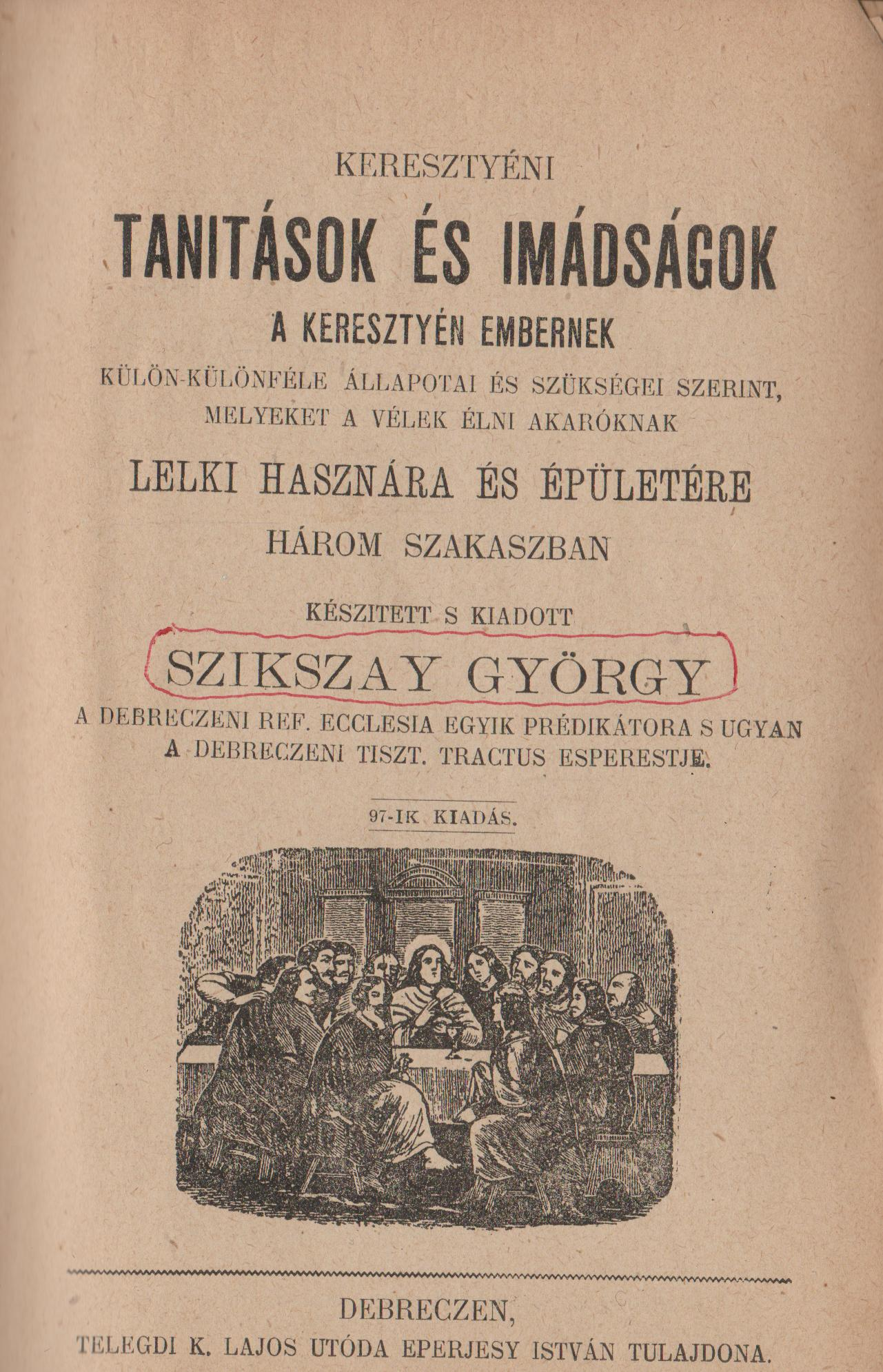
A Keresztyéni tanítások és imádságok… egyik, 1918-as kiadásának címlapja

Szerzője a máig legelterjedtebb református imakönyvnek, a Szikszainak (tkp. Keresztyéni tanítások…) – a Biblia és a Zsoltárok könyve mellett a legtöbbször kiadott magyar nyelvű könyv, kiadásainak valós száma meghaladja a százhúszat (lásd: Szigeti Jenő: Imádságos könyvek – ponyván c. tanulmánya, melyben hivatkozás történik Huley Alfrédnak egy 1985-ben Debrecenben elhangzott előadására, mely szerint ő 113 kiadást vett számba – és azóta már hétszer került kiadásra, legutóbb 2022-ben); 1796-ban gróf Teleki Józsefnek, a Dunamelléki Református Egyházkerület főgondnokának támogatásával Blazsek Mihálynak, a Morvaországi Református Egyház püspökének fordításában cseh nyelven is megjelent, és ez is további három kiadást ért meg.
Ismert művei:
- Keresztyéni tanítások és imádságok… (első kiadás Pozsony, 1786)
- Egynéhány prédikációk… (Pozsony, 1787)
- Mártírok oszlopa (első kiadás Pozsony, 1789)
- Közönséges lelki áldozatok (első kiadás Pozsony, 1795)
- A természeti és keresztyén vallás (Pest, 1799)

Egyes vélemények szerint ő írta a fia, Szikszai Benjamin neve alatt megjelent Biblia szövétneke és Biblia győzedelme című műveket is.